# Josep Maria Vallès i Ribot
Josep Maria Vallès i Ribot (Barcelona, 18 de juliol de 1849 - Vallvidrera, Barcelonès 1911) fou un polític republicà català, diputat a les Corts Espanyoles durant la restauració borbònica

## Biografia
Era fill de Joan Vallès i Tutuach, fabricant de productes químics al carrer dels Tallers, 32, i de Josepa Ribot i Fontseré. Estudià dret criminal a Barcelona, i fou membre de l'Acadèmia de Jurisprudència i Legislació de Catalunya i de la Real Academia de Jurisprudencia y Legislación de Madrid, i esdevingué un dels advocats més prestigiosos de la seva època. Des de molt jove milità al Partit Republicà Democràtic Federal de Francesc Pi i Margall. El 1873 fou elegit diputat a les Corts Constituents de la Primera República Espanyola.
El 1882 formà part del Consell Federal Espanyol i el 1883 ocupà la vicepresidència del Consell Regional Català, que va aprovar el projecte de Constitució per a l'Estat Català, de la redacció del qual havia estat encarregat ell. En aquest mateix Congrés va ser elegit president del Consell Regional, i representà diversos districtes catalans a les Corts de Madrid des de 1872 fins a la seva mort.
Fundà els periòdics republicans El Federalista, La Voz de Cataluña i La Región Catalana. El 1898 fou empresonat per oposar-se a l'embarcament de tropes cap a la Guerra de Cuba. El 1903 es va unir a la Unió Republicana de Nicolás Salmerón, i a la mort de Francesc Pi i Margall esdevingué el líder més destacat del federalisme català, alhora que protestà enèrgicament quan foren prohibides les societats obreres.
Sensible la reivindicació catalanista, el 1905 representà el seu partit, que presidí a la mort de Salmerón, dins la Solidaritat Catalana. El 1910 va promoure la fusió de diferents grups federalistes i catalanistes d'esquerra que doneria lloc a la Unió Federal Nacionalista Republicana, de la qual fou president fins a la seva mort.

## Obres
- La asociación, el municipio, el cantón y la federación (1872)